# Борисов, Сергей Валентинович
Сергей Валентинович Борисов (род. 11 января 1975 года, Москва, РСФСР, СССР) — российский художник, член-корреспондент РАХ (2019).

## Биография
Родился 11 января 1975 года в Москве, где живёт и работает.
В 1993 году — окончил Московскую центральную художественную школу при Российской академии художеств, а в 1999 году — окончил Московский государственный академический художественный институт имени В. И. Сурикова, где учился у Е. Н. Максимова.
С 1999 года — член Московского Союза художников; член Творческого Союза художников.
В 2019 году — избран членом-корреспондентом Российской академии художеств от Отделения живописи.

## Творческая деятельность
Основные произведения: «Сердце России» (2017, холст, масло, 60х90), «Соборы Московского Кремля» (2017, холст, масло, 50х80), «На соборной площади Московского Кремля» (2017, холст, масло, 50х80), «Московская сирень» (2019, холст, масло, 80х80), «За Отчизну!» (2022, холст, масло), «За Русь Святую!» (2022, холст, масло), «На страже рубежей Отечества» (2022, холст, масло).
Принимал участие в воссоздании живописного убранства Храма Христа Спасителя и зала церковных Соборов в Москве.
Участник российских и зарубежных выставок с 1988 года.

## Награды
- Диплом РАХ (2018)